# Coenotephria ibericata
Coenotephria ibericata är en fjärilsart som beskrevs av Otto Staudinger. Coenotephria ibericata ingår i släktet Coenotephria och familjen mätare. Inga underarter finns listade i Catalogue of Life.